# Liédena
Liédena település Spanyolországban, Navarra autonóm közösségben. Liédena Javier, Yesa, Lumbier és Sangüesa községekkel határos. Lakosainak száma 351 fő (2024).

## Népesség
A település népessége az elmúlt években az alábbi módon változott:
| Lakosok száma | 355  | 344  | 318  | 335  | 326  | 318  | 303  | 292  | 316  | 351  |
|               | 2001 | 2004 | 2006 | 2009 | 2011 | 2014 | 2016 | 2019 | 2021 | 2024 |